# David Jacobsen
David Jacob Jacobsen (2. juli 1821 i København – 22. april 1871 i Firenze) var en dansk maler.
Jacobsen var søn af jødiske forældre, købmand, lotterikollektør Juda Jacobsen og Frederikke Jacobson. Han gik på Kunstakademiet fra 1834 og påbegyndte uddannelsen til billedhugger, bl.a. hos Herman Wilhelm Bissen, men besluttede sig i stedet for malerkunsten, og fra 1849 udstillede han på Charlottenborg Forårsudstilling som maler uafbrudt til sin død. Sandsynligvis har venskabet med franske kunstnere som Camille Pissarro, som han en tid delte atelier med, har sat spor i Jacobsens kunst. Som andre internationalt orienterede danske kunstnere var Jacobsen i opposition til det hjemlige maleri, som var domineret af N.L. Høyens linje, men formåede ikke at skabe sig en karriere i udlandet. I fortvivlelse over sin udsigtsløse fremtid valgte Jacobsen at begå selvmord 1871 under et ophold i Firenze, hvor han er begravet.